# Stylochirus rarior
Stylochirus rarior är en spindeldjursart som först beskrevs av Berlese 1916.  Stylochirus rarior ingår i släktet Stylochirus och familjen Ologamasidae. Inga underarter finns listade i Catalogue of Life.